# آشاغی آتوج

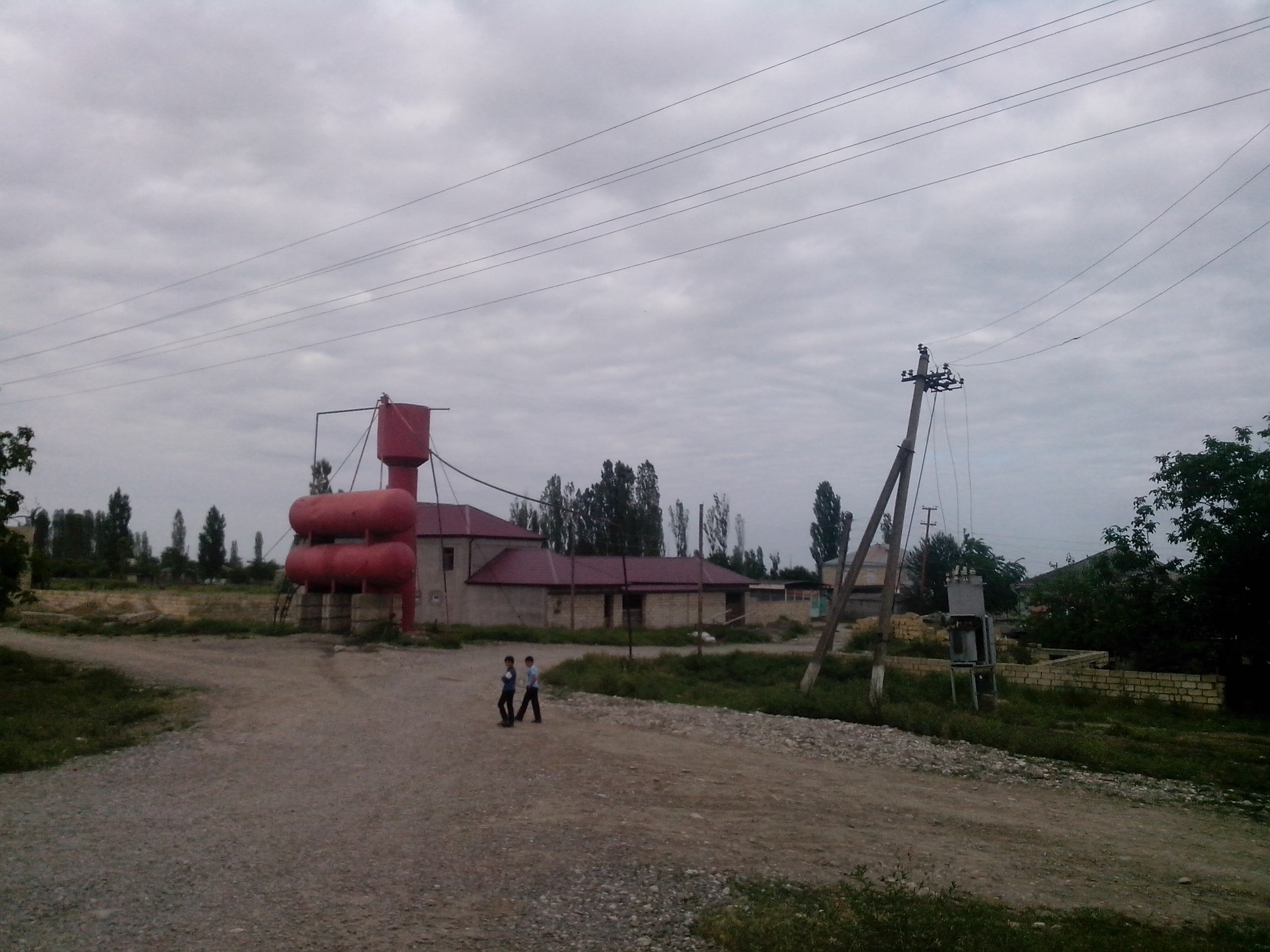
آشاغی آتوج - ۲۰۱۳

آشاغی آتوج (به ترکی آذربایجانی: Aşağı Atuc) یک منطقه مسکونی در جمهوری آذربایجان است که در شهرستان قوبا واقع شده است. آشاغی آتوج ۲۲۳۶ نفر جمعیت دارد.